# Мамедов, Айдын Исрафил оглы
Айдын Исрафил оглы Мамедов (азерб. Aydın İsrafil oğlu Məmmədov) (14 июля 1941, Далимамедли, Азербайджанская ССР — 25 февраля 2003, Баку) — советский и азербайджанский учёный , доктор экономических наук (1985), профессор (1987), член-корреспондент РАСХН (ВАСХНИЛ) (1991), член-корреспондент НАНА (2001).

## Биография
Айдын Мамедов родился в Геранбойском районе Азербайджанской ССР . В 1965 году окончил Азербайджанский сельскохозяйственный институт.
В 1965 — 1967 годах работал ассистентом в Азербайджанском СХИ.
В 1967 — 1970 годах — аспирант Московской сельскохозяйственной академии им. К. А. Тимирязева.
С 1973 по 2003 год — доцент, профессор, заведующий кафедрой, декан Азербайджанского сельскохозяйственного института.
С 1994 по 2003 год — руководитель экспертной группы по экономическим вопросам аграрного сектора Милли Меджлиса Азербайджана.
В 1991 году был избран член-корреспондентом ВАСХНИЛ. В 2001 году — член-корреспондент НАНА.
В 1999 году в городе Гяндже основал и был руководителем Регионального Сельскозяйстенного Консалтингового Центра (Центр реализовывал международный проекты Всемирного банка, ООН по вопросам продовольствия и сельского хозяйства, структур Европейского союза и др. по оказанию технической помощи сельскому хозяйству Азербайджана)

## Научная деятельность
Айдын Мамедов — учёный в области экономики и управления АПК. Основные научные исследования посвящены вопросам совершенствования экономических взаимоотношений в республиканском агропромышленном комплексе. Особое внимание А. Мамедов уделял культуре хлопчатника.

## Научные достижения
- Многофакторный экономико-статистический анализ хозяйств республики на примере этой культуры.
- Разработка долгосрочного прогнозирования урожайности хлопка с учётом природно-экономических факторов.
- Исследование вопросов ценообразования и рентабельности производства хлопка-сырца в Азербайджане.
- Подготовка концепций основных направлений аграрной реформы, формирования рынка и развития села и т. д.

А. Мамедов — один из авторов концепции основных направлений аграрных реформ в Азербайджане, принимал активное участие при подготовке законов, принятых в этой области.
Автор 115 научных трудов, из них 30 опубликовано за рубежом.

## Личная жизнь
Айдын Мамедов женился в 1972 году на Рене Рустамовой. У них четыре сына.

## Память
- Именем профессора Айдына Мамедова названа одна из аудиторий Азербайджанского государственного аграрного университета.
- У входа на кафедру аграрной экономики и внешних экономических связей Азербайджанского государственного аграрного университета установлен барельеф, ученого-аграрника Мамедова А. И.,который в последние годы своей жизни возглавлял эту кафедру.

## Избранные труды
- Многофакторный статистический анализ урожайности хлопчатника: (На примере хоз-в АзССР) // Доклад ТСХА. 1970. Вып. 156. С. 321—329.
- Экономическая оценка факторов, влияющих на урожайность хлопчатника. — Баку: Азернешр, 1976. — 80 с.
- Экономические взаимоотношения в региональных АПК. — М.: Агропромиздат, 1985. — 207 с.
- Система цен в АПК // Сельская жизнь:. Баку, 1989. N 2. С. 10-12.
- Трансформация аграрного сектора Азербайджана и процесс формирования рынка. — Гянджа, 2000. — 85 с.
- Собственность и рынок земли в Азербайджане: процесс формирования и проблемы землепользования (Федеративная Республика Германии, Халле, 2000 г.).